# Erkki Junkkarinen
Erkki Aukusti Junkkarinen (* 22. April 1929 in Suonenjoki, Finnland; † 9. April 2008 in Hämeenlinna, Finnland) war ein finnischer Sänger.

## Leben und Wirken
Er wurde im Jahr 1950 durch seine Platte Yksinäinen harmonikka bekannt, aber seine Popularität begann in den darauf folgenden Jahren zu schwinden. In den 60er Jahren nahm Junkkarinen nur eine Platte auf, Ruusut hopeamaljassa, die damals nur geringen Erfolg hatte. Im Jahr 1975 veröffentlichte er die gleichen Lieder unter dem leicht veränderten Namen Ruusuja hopeamaljassa. Die Neuauflage verkaufte sich sehr gut, und Junkkarinen erhielt hierfür im Jahr 1975 die erste finnische Platin-Schallplatte überhaupt. So stieg er zu außergewöhnlich großem Ruhm auf und begründete zum Ende der 1970er Jahre eine neue Humppa-Welle in Finnland.
Im darauf folgenden Jahrzehnt klang Junkkarinens Ruhm rasch ab und er veröffentlichte auch keine Platten mehr. Er trat jedoch weiterhin live auf. Bekannt war Junkkarinen überdies für sein Geschick im Pfeifen.

## Alben
- 1950: Yksinäinen harmonikka
- 1951: Imatran Inkeri
- 1967: Ruusut hopeamaljassa
- 1974: Aikuisten suosikkeja (FI: Gold)[1]
- 1974: Huipulla (FI: Gold)
- 1974: Huipulla 4 (FI: Gold)
- 1974: Pakilan satakieli (FI: Gold)
- 1975: Vanhaan hyvään aikaan (FI: Gold)
- 1975: Ruusuja hopeamaljassa (FI: ×2Doppelplatin )
- 1976: Nuoruusmuistoja (FI: Gold)
- 1976: Kohtauspaikka (FI: Gold)
- 1977: Lappeenrantaan
- 1977: Kauneimmat valssit (FI: Gold)
- 1977: Romantiikkaa ruusutarhassa (FI: Gold)
- 1978: Kappale kauneinta Suomea (FI: Gold)